# هنرهای رزمی تلفیقی

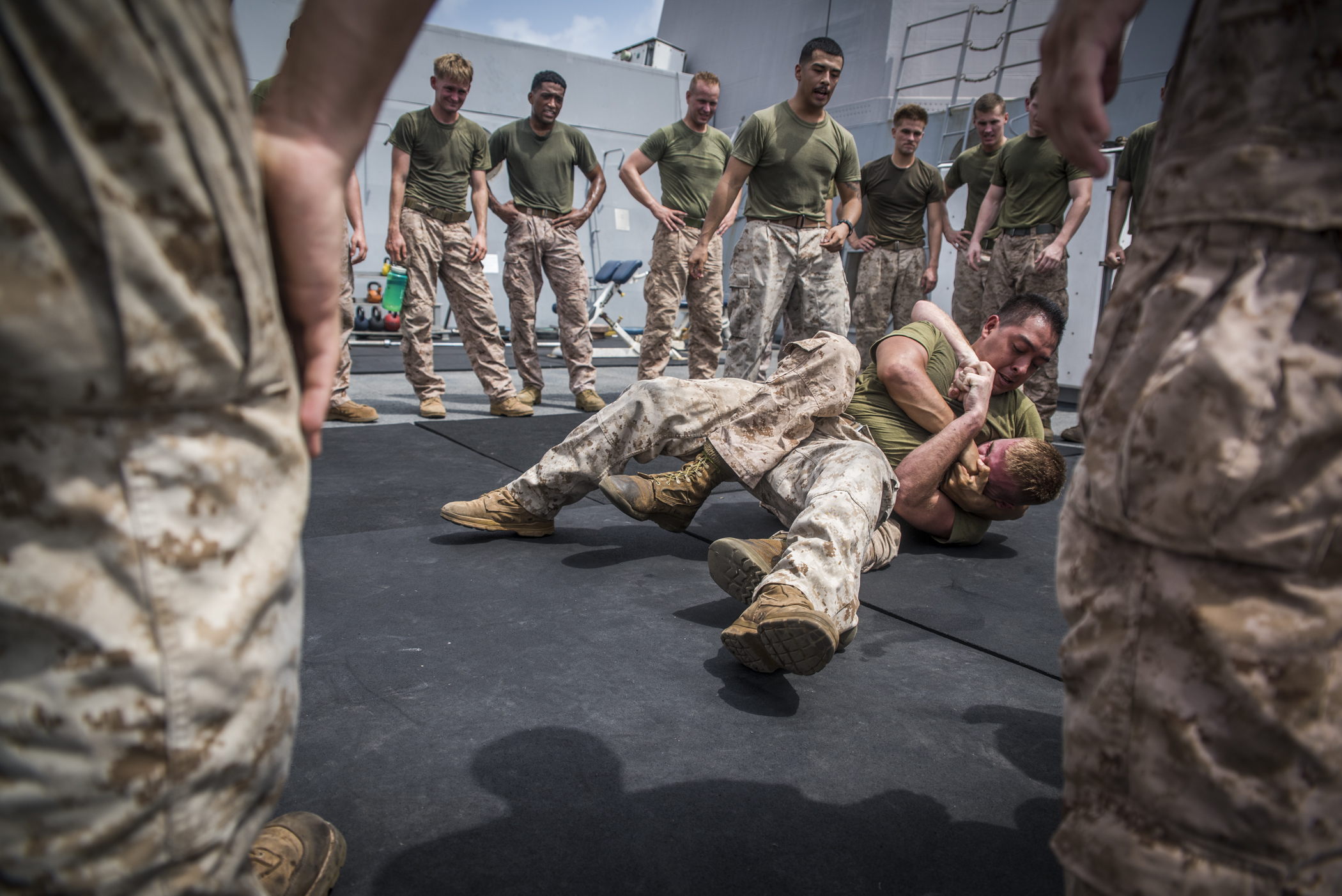
سربازان نیروی دریایی ایالات متحده آمریکا، در حال تمرین هنر رزمی ابداع شده توسط نیروی دریایی

هنرهای رزمی تلفیقی (به انگلیسی: Hybrid martial arts) به هنرهای رزمی و سیستم های مبارزه‌ای گفته می‌شود که تکنیک‌ها و حرکاتش را از هنرهای رزمی دیگر گرفته باشد؛ به عبارتی دیگر از ترکیب و تلفیق هنرهای رزمی دیگر به وجود آمده باشد. از جمله هنرهای رزمی تلفیقی می‌توان به جیت کان دو، هنر رزمی ابداعی بروس‌لی اشاره کرد.